# Qotb al-Din Shirazi
Quṭb al-Dīn Shīrāzī (in persiano ﻗﻄﺐ ﺍﻟﺪﻳﻦ ﺷﻴﺮﺍﺯﻱ‎; Shiraz, 1237 – Tabriz, 1311) è stato un astronomo, filosofo e medico persiano arabografo.

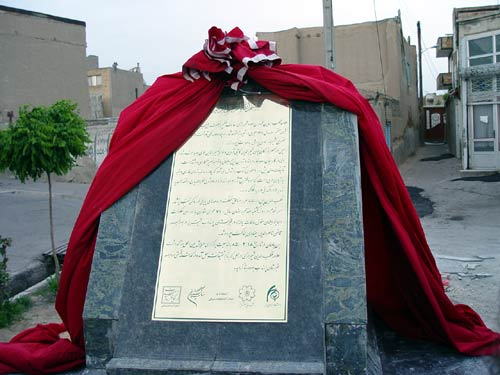
La tomba di Shīrāzī

Nato in una famiglia con una lunga tradizione di sufismo, a 14 anni sostituisce il padre oftalmologo presso l'ospedale Moẓaffari di Shīrāz, pur completando la sua istruzione.
A 24 anni abbandona l'attività di medico per concentrarsi totalmente negli studi sotto la guida dell'astronomo e matematico Naṣīr al-Dīn Ṭūsī. Quando venne completata la costruzione dell'osservatorio di Maragheh nel nord della Persia vi si trasferì nel 1262 con il Maestro. Si recarono insieme in alcuni centri dell'Ilkhanato, fermandosi in seguito a Konya dove incontrò il poeta sufi Rūmī, diventando discepolo di Ṣadr al-Dīn Qūnawi, figlio adottivo di Ibn ʿArabī. Dopo la morte di Qūnawi nel 1274, Quṭb al-Dīn fu nominato giudice (qāḍī) a Sivas e a Malatya, cominciando a redigere le sue opere principali. 
In questo periodo studiò a fondo il Canone della medicina (al-Qānūn fī ṭibb) di Avicenna appassionandosi anche all'astronomia sotto l'illuminata guida di Naṣīr al-Dīn Ṭūsī, assieme al quale fu ricevuto da Hulegu, creatore e signore dell'Ilkhanato mongolo in Persia.
Fu attivo nel famoso osservatorio astronomico di Marāgha ed è notissimo nella cultura scientifica islamica, ma pressoché ignorato da quella occidentale, che non ne ha mai stampato alcuna delle sue pur assai rilevanti opere astronomiche. 

Scrisse tra l'altro 
- un'opera in 5 volumi di commenti al Canone di Avicenna, rimasta incompiuta
- un commento critico all'Almagesto di Tolomeo.

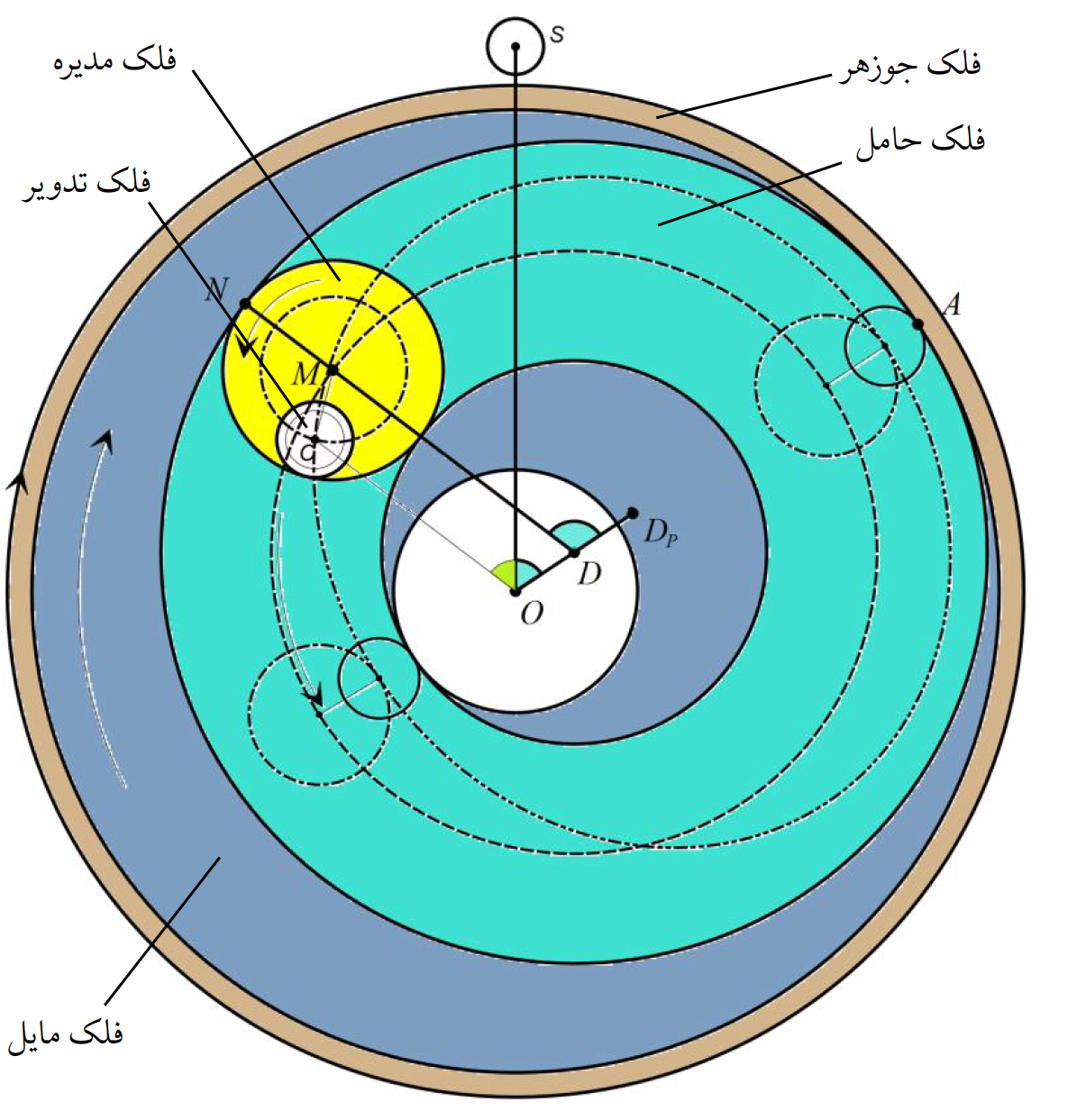
Le orbite lunari secondo Shīrāzī

Suo allievo fu Kamāl al-Dīn al-Fārisī, fisico e matematico persiano che scrisse il libro La revisione dell'ottica.
Tra le opere più rilevanti, di carattere astronomico, si ricordano la Nihāyat al-idrāk fī dirāyat al-aflāk («Meta della percezione a proposito della conoscenza delle sfere celesti»), una cui rielaborazione è la al-Tuḥfat al-shāhiyyah fī l-hayʾah («Dono regale a proposito della Cosmografia»), commentata dall'astronomo persiano della scuola di Samarcanda ʿAlī al-Qūshjī (m. 1474). 
Altre opere di Shīrāzī sono la glossa all'opera astronomica della Tadhkira del suo Maestro, il Kitāb faʿaltu fa-lā talum fī l-hayʾah, la al-Tabṣirah fī l-hayʾah («Spiegazione della Cosmografia»), il commento a Naṣīr al-Dīn Ṭūsī, ossia lo Sharḥ al-tadhkira al-naṣīriyya.
I suoi interessi filosofici si espressero invece con l'adesione alla «filosofia illuminativa» fondata dal pensatore neo-platonico gnosticheggiante Shihāb al-Dīn Suhrawardī, detto Maqtūl (ossia "Ucciso", in quanto giustiziato ad Aleppo nel 1191). Scrisse infatti lo Sharḥ ḥikmat al-ishrāq («Commento della filosofia dell’Illuminazione») e alcuni piccoli saggi filosofici e commenti coranici, intitolati Durrat al-tāj li-ghurrat al-Dubāj fī l-ḥikma.